# Seseli wannienchun
Seseli wannienchun är en växtart i släktet Seseli och familjen flockblommiga växter.
Arten är en perenn ört som förekommer i södra Gansu i Kina. Den beskrevs först som Libanotis wannienchun av Kun Tsun Fu 1981, och fick sitt nu gällande namn av Michail Pimenov 1999.